# Ironton (Minnesota)
Ironton es una ciudad ubicada en el condado de Crow Wing en el estado estadounidense de Minnesota. En el Censo de 2010 tenía una población de 572 habitantes y una densidad poblacional de 110,59 personas por km².

## Geografía
Ironton se encuentra ubicada en las coordenadas 46°28′55″N 94°0′14″O / 46.48194, -94.00389, a la orilla del río Misisipi, cerca de su nacimiento. Según la Oficina del Censo de los Estados Unidos, Ironton tiene una superficie total de 5.17 km², de la cual 3.83 km² corresponden a tierra firme y (26.04%) 1.35 km² es agua.

## Demografía
Según el censo de 2010, había 572 personas residiendo en Ironton. La densidad de población era de 110,59 hab./km². De los 572 habitantes, Ironton estaba compuesto por el 95.8% blancos, el 0% eran afroamericanos, el 1.05% eran amerindios, el 0.35% eran asiáticos, el 0.17% eran isleños del Pacífico, el 0.35% eran de otras razas y el 2.27% pertenecían a dos o más razas. Del total de la población el 1.22% eran hispanos o latinos de cualquier raza.